# Жак Деми
Жак Деми (на френски: Jacques Demy) е френски режисьор, близък до Френската нова вълна. 

## Биография
Той е роден на 5 юни 1931 г. в Поншато, Пеи дьо ла Лоар. През 1952 г. завършва Техническото училище по фотография и кинематография в Париж, след което започва работа в киното. Първия си пълнометражен филм, „Лола“ („Lola“) режисира през 1961 г. Други негови известни филми са „Шербурските чадъри“ („Les Parapluies de Cherbourg“, 1964), който получава „Златната палма“ на Фестивала в Кан, и „Госпожиците от Рошфор“ („Les demoiselles de Rochefort“, 1967).
Жак Деми е женен за режисьорката Анес Варда (р. 1928).
Жак Деми умира на 27 октомври 1990 година в Париж.

## Избрана филмография

### Като режисьор
| година | филм                                               | оригинално заглавие                                                   | бележки                   |
| ------ | -------------------------------------------------- | --------------------------------------------------------------------- | ------------------------- |
| 1960   | Лола                                               | Lola                                                                  |                           |
| 1962   | Седемте смъртни гряха                              | Les Sept péchés capitaux (La Luxure)                                  | сегмент: (Похот)          |
| 1963   | Заливът на ангелит                                 | La Baie des anges                                                     |                           |
| 1964   | Шербурските чадъри                                 | Les Parapluies de Cherbourg                                           |                           |
| 1967   | Госпожиците от Рошфор                              | Les Demoiselles de Rochefort                                          |                           |
| 1969   | Ателие за модели                                   | Model Shop                                                            |                           |
| 1970   | Магарешка кожа                                     | Peau d'Âne                                                            |                           |
| 1972   |                                                    | The Pied Piper                                                        |                           |
| 1973   | Най-важното събитие, откакто човек отиде на луната | L’Événement le plus important depuis que l’homme a marché sur la lune |                           |
| 1979   | Лейди Оскар                                        | Lady Oscar                                                            |                           |
| 1982   | Стая в града                                       | Une chambre en ville                                                  |                           |
| 1985   | Паркинг                                            | Parking                                                               |                           |
| 1988   | Три места за 26                                    | Trois places pour le 26                                               |                           |
| 1988   | Въртяща се маса                                    | La Table tournante                                                    | ко-режисьор с Полем Гримо |